# Marek Franciszek Grobicki
Marek Franciszek Grobicki herbu Trąby – miecznik grodzieński w 1739 roku, strażnik grodzieński w 1710 roku.
W 1735 roku podpisał uchwałę Rady Generalnej konfederacji warszawskiej.